# Thomasomys bombycinus
Thomasomys bombycinus is een zoogdier uit de familie van de Cricetidae. De wetenschappelijke naam van de soort werd voor het eerst geldig gepubliceerd door Anthony in 1925.

## Voorkomen
De soort komt voor in Colombia.